# Roger van Rogger
 (mai 2015).
Roger van Rogger est un peintre et poète flamand né à Anvers en 1914 et mort à Bandol (Var) en mai 1983. 
Sa vie, marquée par un succès fulgurant suivi d'une grande misère, se déroule hors du monde de l'art. « Je suis si fatigué que je ne peux même pas concevoir la peinture. Je ne suis plus un peintre. Comme c'est agréable de ne pas être obligé de, sans cesse, tout ramener à la création ! Je suis un homme ordinaire. Ah ! que la vie est simple, que la vie est facile ! Cela ne m'est jamais arrivé ! » confiait-il à son épouse quelques jours avant de mourir.

## Biographie

### Enfance
Né dans une famille d'origine polonaise, Roger est orphelin de mère à l'âge de trois ans. Dès ses sept ans il fréquente les églises et les musées anversois et belges, admirant les grands maîtres flamands de toutes époques, notamment Jan van Eyck, Rogier van der Weyden, Gérard David ou encore Rubens. Très tôt, sa vocation de peintre est formée. Il fréquente l'atelier de James Ensor et, dès 1927, présente sa première exposition à Gand.
C'est pourtant vers la poésie qu'il se tourne d'abord : à quatorze ans, il fait partie du cercle poétique dirigé par Marie Gevers, et publie une première plaquette de poésie, La Vache creuse (1929). Il lit Jack London (Martin Eden) comme la revue dadaïste Ça ira, et découvre Marcel Proust, Joseph Conrad et Herman Melville. Lors de ses dix-huit ans, sa famille refusant de le laisser étudier la peinture, il la quitte pour ne plus jamais la revoir. Il s'installe en France, dans le Nord.

### La Guerre
Après avoir fait changer son nom pour prendre le patronyme à consonance flamande de "Van Rogger" (c'est-à-dire : Roger, fils de Roger), il est arrêté en Belgique le 10 mai 1940, sans qu'on connaisse la raison précise de cette arrestation. Enfermé au camp de Saint-Cyprien, dans les Pyrénées-Orientales, il ne tarde pas à sympathiser avec ses geôliers pour mieux s'évader quelques jours, peut-être quelques mois après son arrivée. 
Grand admirateur de Jean Giono à l'époque, il part le rencontrer dans les Basses-Alpes. Giono l'emploie alors quelque temps comme métayer dans sa ferme du Criquet. À cette époque, Van Rogger est accompagné d'une femme, Julya, avec qui il partagera sa vie quelque temps. Les relations entre lui et Giono se détériorent assez vite. Finalement, pour une histoire de cochon promis que Giono ne voulut pas lui donner, et par peur d'une dénonciation aux autorités de la part de l'écrivain, Van Rogger quitte Giono et s'engage dans la Résistance. 
Il fait alors la connaissance de René Char avec qui il se lie d'amitié. Sa peinture à cette époque est figurative, assez proche des cubistes, tout en étant marquée par l'influence flamande. Finalement, recherché, il est contraint de s'exiler. En 1943, il passe au Pays basque et part enfin pour le Brésil.

### L'exil
Van Rogger reste sept ans au Brésil. « En partant de zéro on peut rester en deçà de la vérité du jour, on peut répéter des vérités que tout le monde sait, mais on peut aussi refaire sa véritable éducation humaine. Il n'est pas facile de faire de l'art au Brésil », écrit-il à l'époque, dans une brochure explicative qui lui fut demandée pour une exposition. Car Van Rogger expose en Amérique du Sud. 
Il décrit alors le choix qui se pose à lui : « L'artiste est […] amené à choisir entre deux attitudes : “grosso modo” la spirituelle et la temporelle. La spirituelle en fait un solitaire, un révolté volontaire ou involontaire, un attardé ou un Savonarole. Cela consiste à maintenir une tradition, à fuir certaines caractéristiques familiales de notre époque, à être qualifié de vague prophète ou de réactionnaire ou d'inutile. L'autre attitude consiste à vouloir rénover complètement toutes les données, les bases mêmes de l'art, sa structure historique, lui donnant la même fonction qu'une machine-outil et la même durée limitée. Cela consiste à donner à l'art non l'esthétique de notre temps — ce qui serait normal — mais sa morale d'opportunisme ». 
De fait la seconde voie semble s'offrir à lui, puisqu'on le sollicite beaucoup. Il expose notamment à New York, aux côtés de Picasso, Jackson Pollock, etc. Une Descente de Croix sera offerte au Museum of Modern Art de New York. Il rencontre à cette époque les peintres Tikashi Fukushima (pt), Tadashi Kaminagai, Vieira da Silva, Árpád Szenes, Wilhelm Wœller ou encore le sculpteur Augusto Zamoisky. Mais sa vie quotidienne à Rio de Janeiro est matériellement difficile. La guerre finie, il veut rentrer en Europe, notamment parce que, pour lui, c'est là qu'un artiste se doit d'exposer. En 1950, il regagne la France, quittant sa compagne Julya qui reste au Brésil.

### Vallongues
À son retour en France, Van Rogger retrouve René Char. Celui-ci l'invite dans sa résidence de L'Isle-sur-la-Sorgue, et leur amitié se confirme. Il tente au même moment de percer à Paris, s'installe dans un atelier. Là, il rencontre Catherine Savard, une jeune étudiante à Sciences Politiques qui deviendra sa femme en 1952 après avoir tout quitté pour le suivre. 
Peu après, Van Rogger et Char se brouillent irrémédiablement. Catherine enceinte, il devient impératif pour le peintre de trouver un logement, même précaire. Finalement, ils acquièrent un terrain et une petite maison, sur la colline de Vallongues, à Bandol (Var), pour très peu d'argent. 
C'est à cette période que Van Rogger se tourne définitivement vers « l'attitude spirituelle » qu'il décrivait quelques années plus tôt. Volontairement et involontairement « ascète » (les galeries parisiennes le boudent, malgré les efforts phénoménaux qu'il déploie avec son épouse), il se tourne vers l'art abstrait, et donne corps à une production prolifique de poète. Loin du monde, le couple survit difficilement. Mais le peintre est peintre avant tout, et il passe ses journées à l'atelier. Une admiratrice et amie américaine lui achète régulièrement des toiles, pour leur éviter de sombrer dans la plus noire misère. 
Van Rogger, finalement, ne pense même plus à exposer ; il compose des toiles immenses, impropres à l'exposition dans un musée. Il orne Vallongues de sculptures énormes, en fait un territoire à part, imprégné de son œuvre. « Je est un autre : le je des autres, est pour les autres, est un autre et non pas le contraire le seul vrai je ne s'appelle pas je ».
Le peintre meurt en mai 1983, laissant derrière lui des milliers de toiles et de gouaches, des centaines de dessins, des centaines de poèmes. 
Peu de temps après sa mort, Catherine, son épouse, crée la Fondation Van Rogger, qui expose les œuvres à Bandol. Quelques artistes seront invités à y exposer, notamment Pierre Ancibure, Éric Garnier, Vincent Rivière, Philippe Blanchon et Patrick Garnier. La fondation sera éditrice des Cahiers de la Fondation Van Rogger (Bœuf écorché) et les Éditions de Vallongues publieront, outre divers écrits de Van Rogger, la revue Méthode!, ainsi que de nombreux textes poétiques de János Pilinszky, Paul Celan, etc.
Plusieurs expositions se sont succédé depuis, grâce à la fondation qu'avait initiée sa veuve (et qui a fermé ses portes en 2009), d'abord, à Bandol ; puis dans divers centres culturels en France (par exemple Toulouse en 1984, Lyon en 1997, Châtillon en 2000, Besançon en 2003, Toulon en 2008, Bandol en 2015). Plusieurs ouvrages universitaires (cf. Bibliographie) lui ont également été consacrés. On peut donc dire que, petit à petit, cette œuvre sort de l'ombre dans laquelle elle s'est trouvée durant la dernière partie de la vie du peintre.

### Écrits divers
- Van Rogger, Pictura Edelweiss, N° spécial, Toulouse, 1984
- Lettres à une amie chère, Éditions de Vallongues, Billière, 1991

### Poèmes
- La vache creuse, sous le nom de Roger Silberfeld, Anvers, 1929
- Poèmes inertes et autres poèmes, Tribu, Toulouse, 1983
- La passe mortelle du pouvoir, Folle Avoine, Romillé, 1984
- Inexorable opportun, Éditions de Vallongues, Billière, 1986
- Envergure d'ombre, Éditions de Vallongues, Billière, 1989
- Appendice des nuits (contrat de halage), XXI, Toulon, 1995
- Poèmes inédits, in Vingt et Un, 1994/1997Repris in Endre Ady à W.B. Yeats, Anthologie XXI, La Termitière, 2012